# Симболичка функција
Симболичка функција је специфична људска способност представљања помоћу симболичких средстава (реч, слика, мимика, покрет итд), нечег другог, што је различито од њих самих и што је одсутно. Симболичка репрезентација је основна функција свести. То је општа способност стицања и коришћења знакова, семиотичких система и извођења семиотичких операција. Очигледне манифестације симболичке функције су снови, менталне представе, ритуалне радње, одложена имитација, симболичка игра, гестови, мимика и језик.